# مصباح لويس
مصباح لويس هو نوع من المصابيح المستخدمة في المنارات. اخترعة وينسلو لويس الذي حصل على براءة اختراع للتصميم في عام 1810. كانت النقطة التسويقية الأساسية لمصباح لويس هو أنه استخدم أقل من نصف كمية الزيت من المصابيح الزيتية السابقة التي استبدلوها. استخدم المصباح تصميمًا مشابهًا لمصباح آرجاند [الإنجليزية]، بإضافة عاكس مكافئ خلف المصباح وعدسة مكبرة مصنوعة من زجاجة خضراء بقطر 4-بوصة- (100 مـم) أمام المصباح. اُنشأت نسخة مماثلة تستخدم عاكسًا مكافئًا بواسطة مخترع مصباح آرجاند. بينما أصبح بيدل مصباح آرجاند مستخدماً على نطاق واسع من المنارات الأوروبية، اُختير تصميم مصباح لويس من قبل الولايات المتحدة للاستخدام في منارات أمريكا.
مصباح لويس كان يستخدم مجموعات من المصابيح.
ثبت أن تصميم مصباح لويس يعاني من عيوب عديدة. أولاً، كان في الواقع أقل جودة من مصباح آرجاند. كان العاكس مصنوعًا من النحاس مع طلاء فضي داخلي لعكس الضوء؛ ومع ذلك، فإن النحاس الرقيق سوف ينحني تحت حرارة المصابيح ليصبح أكثر كروية من العاكس المكافئ. أيضًا، كان طلاء الفضة منخفض الجودة وسوف يتم خدشها أثناء التنظيفات الروتينية.إضافة إلى المشكلة سحب ضعيف لغازات الاحتراق، بحيث يتراكم السخام على المكونات، مما يقلل من أي تحسن مزعوم. على وجه الخصوص، كانت هناك عدسة خضراء، والتي حسنت من الناحية النظرية الرؤية، ولكنها كانت عرضة للتغطية بالسخام. أصبح السخام مشكلة كبيرة لدرجة أن العدسات أٌزيلت من المصابيح.
مصباح لويس كان التصميم السائد المستخدم في المنارات الأمريكية لعدة سنوات. جزئياً، كان هذا بسبب تفضيل الحكومة الفيدرالية الواضح لمنح العقود إلى أقل العطاءات. كما اُدعي أن مصباح لويس سيستخدم وقودًا أقل بكثير من مصابيح آرجاند، وهو أمر صحيح (بشرط ألا يأخذ المرء في الاعتبار جودة الإضاءة).
في عام 1852، استبدلت مصابيح لويس بعدسات فرينل، بسبب المسافة البصرية المحسّنة التي يوفرها تصميم عدسة فرينل. اكتمل هذا التحول بنهاية الحرب الأهلية الأمريكية. كانت عدسات فرينل أكثر تكلفة عند التركيب، لكنها استخدمت فتيلًا واحدًا فقط ووفرت ضوءًا أفضل وأكثر تركيزًا، وبالتالي استخدمت وقودًا أقل من مصابيح لويس.